# Мирослав Терзић
Мирослав Терзић (8. фебруар 1969) је  српски редитељ.

## Биографија
Дипломирао је Међународно право на Правном факултету у Београду. Завршио је и постдипломске студије на Факултету драмских уметности у Београду. Од 2000. године ради као фриленс уметник - редитељ и сценариста. Режирао документарни филм  о 5. октобру 2000. - Ослобођење и последњи дани. Такође режирао је већи број реклама и спотова са највећим адвертајзинг агенцијама у региону.
На филму дебитује 2012. године трилером Устаничка улица.
Године 2019. премијерно се приказује други дугометражни филм Шавови који осваја многобројне награде у земљи и иностранству. Године 2020. режира и популарну криминалистичко - драмску серију Тајкун.
Живи и ради у Београду.

## Филмографија
- 2012 - Устаничка улица
- 2019 - Шавови (филм)
- 2020 - Тајкун.
- 2025 - Екскурзија (филм)